# Irina Báldina
Irina Mijáilovna Báldina (en idioma ruso: Ири́на Миха́йловна Ба́лдина; Moscú, URSS, 18 de mayo de 1922-San Petersburgo, Rusia, 15 de enero de 2009) fue una pintora rusa soviética, que vivió y trabajó en Leningrado, fue miembro de la Unión de Artistas de San Petersburgo (antes de 1992 sucursal en Leningrado de la Unión de Artistas de la Federación Rusa). Está considerada como una de las representantes de la escuela de pintura de San Petersburgo.

## Biografía
Irina nació en Moscú, entre 1940 y 1941 estudió en el Instituto de Moscú de Artes Aplicadas y Decorativas. En 1945 después de la Gran Guerra Patria, fue admitida en el Departamento de Pintura del instituto Repin de Artes en Leningrado, .
En 1947 se casó con Alekséi Eriomin (1919–1998), un pintor reconocido como artista del pueblo de la URSS. En 1948 tuvieron una hija, Natalia, quién más tarde se graduó en la Academia Imperial de las Artes en Leningrado y fue una artista pintora.
En 1952 Baldina hizo su graduado en el Instituto Iliá Repin en el taller del profesor de arte Mijaíl Bobyshov. Su trabajo de graduación estuvo incluido en los diseños de vestuario para la película de Aleksandr Dovzhenko "La tierra en flor".
Irina Báldina falleció el 15 de enero de 2009 en San Petersburgo con 87 años de edad. Las pinturas realizadas por ella se encuentran en museos de arte y colecciones particulares privadas de Rusia, Francia, Finlandia, Estados Unidos, Japón, Alemania, Inglaterra, y otros países.